# Bis dann, Simon
Bis dann, Simon (englischer Originaltitel See ya, Simon) ist ein Jugendroman des neuseeländischen Schriftstellers David Hill, der im Jahr 1992 beim Verlag Mallinson Rendel veröffentlicht wurde. Die deutsche Erstausgabe in der Übersetzung von Nina Schindler erschien 1995 beim Anrich Verlag.

## Inhalt
Simon Shaw ist ein typischer Teenager – abgesehen davon, dass er an Muskelschwund leidet und einen Rollstuhl nutzt. Seine Krankheit schreitet rasch voran und ihm ist bewusst, dass er trotz ausgezeichneter Medikation, erstklassiger Behandlungen im Spital und täglicher Krankengymnastik in nicht allzu ferner Zukunft an seinem Leiden sterben wird. Simon begegnet diesem Schicksal mit viel Humor – häufig auch überaus sarkastisch – und kostet seine begrenzte Lebenszeit in vollen Zügen aus. Mit seinem besten Freund Nathan und weiteren Kumpels trifft er sich am Wochenende zu Rollenspielen, fachsimpelt mit ihnen über Mädchen und beeindruckt mit seinem unbeugsamen Willen Mitschüler und Lehrer gleichermaßen. Seine offene und direkte Art sowie die Akzeptanz des Unvermeidlichen führen dazu, dass seine Umwelt ihr Leben immer wieder mit anderen Augen sieht. Als Simon dann tatsächlich stirbt, kommt sein Tod für Nathan trotz aller Vorzeichen unerwartet und viel zu früh. Auch wenn Simons Tod für Nathan sinnlos und unfair erscheint, akzeptiert er diesen mit der Zeit und sieht ein, dass sein eigenes Leben weitergehen muss.

## Hintergrund
Die Geschichte basiert auf einem Freund von David Hills Tochter.

## Rezeption
Wayne Mills schreibt in seiner Rezension: „Dieses bewegende Jugendroman-Debüt war für die New Zealand Children's Books Awards nominiert und gewann zehn Jahre später verdient den Storylines Gaelyn Gordon Award ‚Sehr beliebtes Buch‘ (2002).“ Renee Steinberg schreibt im School Library Journal: „In diesem ausgezeichneten Roman mit vielschichtigen Charakteren gibt Hill den Lesern einen Einblick in eine unheilvolle und tödliche Krankheit.“

## Auszeichnungen
Bis dann, Simon wurde mit der Silbernen Feder des Deutschen Ärztinnenbundes ausgezeichnet. Der Roman erhielt 1994 den Times Educational Supplement Award for Special Needs und 2002 den Gaelyn Gordon Award der Storylines Children's Literature Foundation.

## Referenzen
Bis dann, Simon ist in dem literarischen Nachschlagewerk 1001 Kinder- und Jugendbücher – Lies uns, bevor Du erwachsen bist! für die Altersstufe 12+ Jahre enthalten.

## Ausgaben
- See ya, Simon. Mallinson Rendel, Neuseeland 1992 (englisch).
- Bis dann, Simon. Anrich, 1995.